# First We Take Manhattan
First We Take Manhattan – piosenka autorstwa Leonarda Cohena, pierwotnie nagrana w 1986 przez Jennifer Warnes. Utwór trafił na album Warnes, Famous Blue Raincoat. Twórca „First We…” zamieścił piosenkę na swoim albumie I’m Your Man, który wydano w 1988. Spośród kompozycji pochodzących z tej płyty ta najbardziej przypomina stylem synth pop.

## Wersja Leonarda Cohena

### Teledysk
Wideoklip wyreżyserowała ówczesna dziewczyna Cohena – Dominique Issermann. Klip został nakręcony we Francji, w miejscowości Trouville. W teledysku widzimy Leonarda Cohena, stojącego na plaży, trzymającego w ręku walizkę i patrzącego na ocean. Za nim widać innych ludzi idących w jego stronę.